# 四維正五十七胞體
在四維空間幾何學中，正五十七胞體是四維空間的一種自身對偶的抽象正多胞形，由57個十二面體半形組成。

## 性質
四維正五十七胞體共由57個胞、171個面、171條邊和57個頂點所組成。其57個胞都是十二面體半形，每個面都是五邊形，每條棱都是5個十二面體半形的公共棱。其在施萊夫利符號中可以表示為{5,3,5}或{{5,3}5,{3,5}5}。

## 珀克爾圖
珀克爾圖中的頂點和邊有著獨特的正距離圖與交點數組 {6,5,2;1,1,3}，由曼利·珀克爾(1979)發現。

## 外部連結
- Siggraph 2007: 11-cell and 57-cell by Carlo Sequin（页面存档备份，存于）
- 埃里克·韦斯坦因. . MathWorld.
- Perkel graph（页面存档备份，存于）
- Klitzing, Richard. . bendwavy.org.